# Asaperda rufa
Asaperda rufa är en skalbaggsart som beskrevs av Stefan von Breuning 1954. Asaperda rufa ingår i släktet Asaperda och familjen långhorningar. Inga underarter finns listade.